# Khiêu dâm đồng tính nam

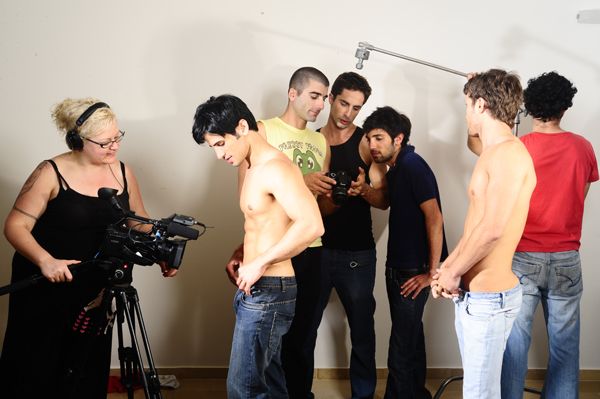
Một phân cảnh trên trường quay của hãng phim Lucas Entertainment

Khiêu dâm đồng tính nam là khái niệm chỉ tất cả những hành vi liên quan đến tình dục giữa những người nam giới, với mục đích chủ yếu là khơi gợi khoái cảm tình dục cho người xem. Cùng với khiêu dâm dị tính giữa những người khác giới, khiêu dâm đồng tính cũng có lịch sử tồn tại riêng, thậm chí đã xuất hiện sớm từ thời Hy Lạp cổ đại. Ngày nay, ngành công nghiệp khiêu dâm hiện đại chủ yếu tập trung vào sản xuất những văn hóa phẩm cho mục đích mua bán, thương mại như video (bao gồm cả đĩa DVD), tranh, ảnh, hay sách, tạp chí.

## Lịch sử

### Sự phát triển tại Hoa Kỳ

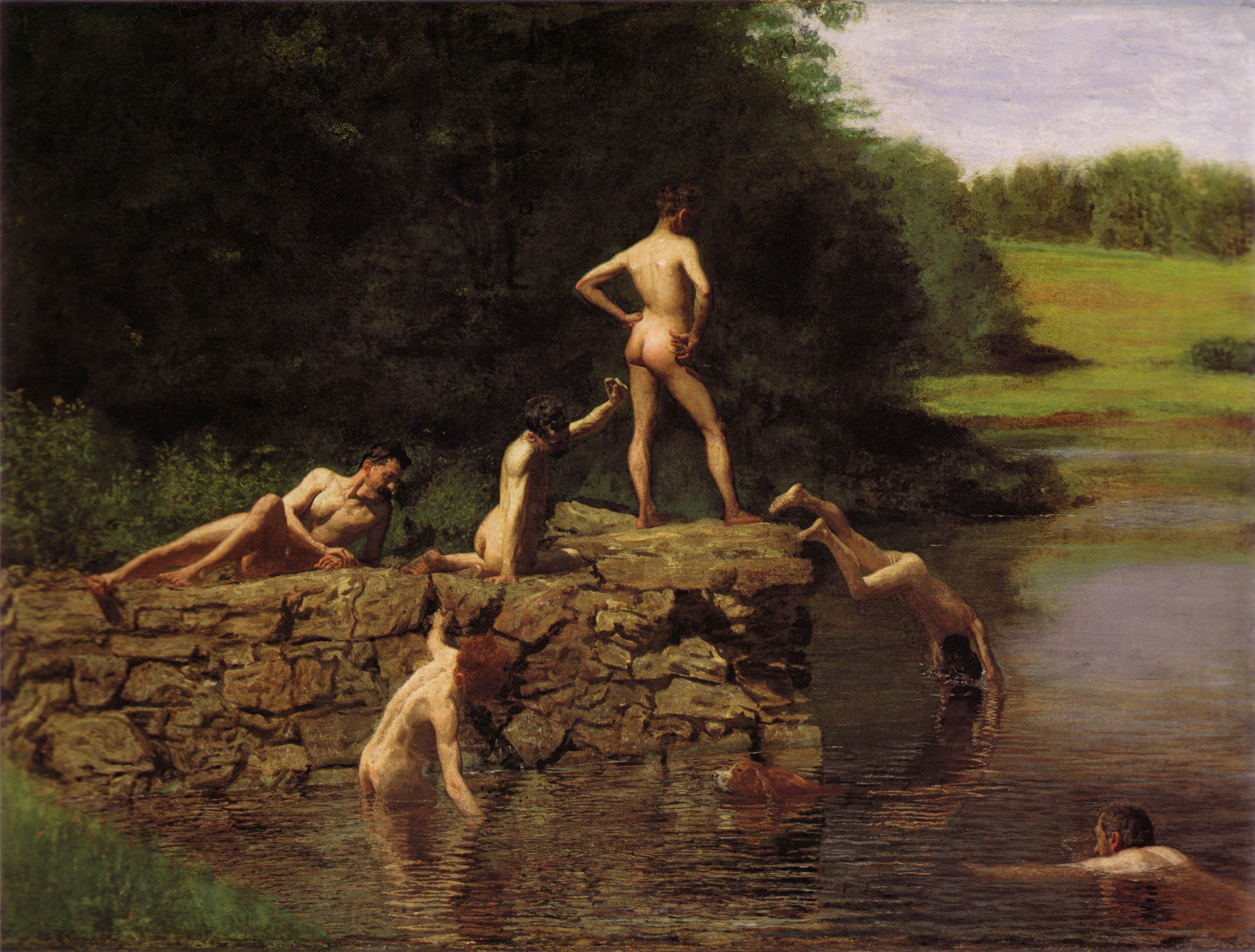
The Swimming Hole (1884–85) của họa sĩ người Mỹ, Thomas Eakins (1844–1916). Bức tranh được coi là một kiệt tác của nền hội họa Mỹ, cũng như là "tác phẩm bối cảnh ngoài trời xuất sắc nhất" của tác giả. Đây cũng được đánh giá là "một ví dụ tiêu biểu của quan hệ đồng tính trong hội họa Mỹ". Trong tranh, Eakins là người đang bơi ở góc phải. Theo Jonathan Weinberg, The Swimming Hole đánh dấu bước khởi đầu của dòng tranh phác họa hoạt động đồng giới trong hội họa Mỹ.

Khiêu dâm đồng tính đã được thể hiện trên phim ảnh ngay từ khi nền khoa học công nghệ của nhân loại bắt đầu phát triển. Tuy nhiên, những hoạt động trong ngành này thường là hoạt động ngầm, ít công khai do những quy định của pháp luật đặt ra.
Tuy vậy, các hãng phim khiêu dâm hardcore (trước 1970 gọi là stag, một thể loại khiêu dâm nặng, tập trung vào những cảnh quan hệ tình dục trần trụi) vẫn ra đời và sản xuất phim từ sớm trong lịch sử phát triển. Cuốn phim đầu tiên được biết đến phát hành ở châu Âu năm 1908. Cuốn phim khiêu dâm đồng tính (và song tính) hardcore đầu tiên là Le ménage moderne du Madame Butterfly, do Pháp sản xuất và phát hành năm 1920. Tại Mỹ, phim khiêu dâm đầu tiên thuộc thể loại này được cho là A Free Ride (1915). Tuy nhiên, phải đến năm 1929, phim khiêu dâm hardcore mới thực sự phổ biến trong ngành phim ảnh Mỹ với cuốn The Surprise of a Knight.

### 1970-1985
Đây là giai đoạn sơ khai của phim ảnh khiêu dâm nam, chuẩn bị cho sự phát triển thành một ngành công nghiệp như ngày nay. Thời điểm này, các hãng phim chỉ mới tuyển chọn diễn viên từ cộng đồng đồng tính. Những người tham gia còn hoạt động dè dặt do những quan niệm xã hội không mấy tích cực về công việc này cũng như lo ngại bị lộ danh tính ra công cộng.

### Công trình nghiên cứu
- Adams-Thies, Brian (tháng 7 năm 2015). "Choosing the right partner means choosing the right porn: how gay porn communicates in the home". Porn Studies. Quyển 2 số 2–3. Taylor and Francis. tr. 123–136. doi:10.1080/23268743.2015.1060007.{{Chú thích tạp chí}}:  Quản lý CS1: postscript (liên kết)
- Bronski, Michael (2003). Pulp friction: uncovering the golden age of gay male pulps. New York: St. Martin's Griffin. ISBN 9780312252670.
- Burger, John R. (1995). One-handed histories: the eroto-politics of gay male video pornography. New York: Haworth Press. ISBN 9781560238522.
- Cante, Richard C. (2008), "Chapters 4, 5 and 6", trong Cante, Richard C. (biên tập), Gay men and the forms of contemporary US culture, Burlington, Vermont: Ashgate Publishing, ISBN 9780754672302.
- Delany, Samuel R. (1999). Times Square Red, Times Square Blue. New York: New York University Press. ISBN 9780814719206.
- Dyer, Richard (Spring 1994). "Idol thoughts: orgasm and self-reflexivity in gay pornography". Critical Quarterly. Quyển 36 số 1. Wiley. tr. 49–62. doi:10.1111/j.1467-8705.1994.tb01012.x.{{Chú thích tạp chí}}:  Quản lý CS1: postscript (liên kết)
- Dyer, Richard (2002) [1992], "Coming to terms: gay pornography", trong Dyer, Richard (biên tập), Only entertainment (ấn bản thứ 2), New York: Routledge, tr. 138–150, ISBN 9780415254977.
- Eisenberg, Daniel (1990), "Pornography (definition)", trong Dynes, Wayne R.; Johansson, Warren; Percy, William A; Donaldson, Stephen (biên tập), Encyclopedia of homosexuality, Garland reference library of social science 492, New York: Garland Pub, tr. 1023–1028, ISBN 9781558621473, OCLC 835916402. Pdf. Lưu trữ ngày 11 tháng 10 năm 2008 tại Wayback Machine Abridged pdf. Lưu trữ ngày 8 tháng 6 năm 2011 tại Wayback Machine
- Kendall, Christopher N. (2004). Gay male pornography: an issue of sex discrimination. Vancouver, British Columbia, Canada: UBC Press. ISBN 9780774851152.
- Kendall, Christopher N.; Funk, Rus Ervin (tháng 1 năm 2004). "Gay male pornography's "actors": when "fantasy" isn't". Journal of Trauma Practice. Quyển 2 số 3–4. Taylor and Francis. tr. 93–114. doi:10.1300/J189v02n03_05.{{Chú thích tạp chí}}:  Quản lý CS1: postscript (liên kết)
- Kendall, Christopher N. (2011), "The harms of gay male pornography", trong Tankard Reist, Melinda; Bray, Abigail (biên tập), Big Porn Inc.: exposing the harms of the global pornography industry, North Melbourne, Victoria: Spinifex Press, tr. 53–62, ISBN 9781876756895.
- Moore, Patrick (2004). Beyond shame: reclaiming the abandoned history of radical gay sexuality. Boston: Beacon Press. ISBN 9780807079577.
- Morrison, Todd G. (2004). Eclectic views on gay male pornography: pornucopia. Binghamton, New York: Harrington Park Press. ISBN 9781560232919.
- Neville, Lucy (tháng 7 năm 2015). "Male gays in the female gaze: women who watch m/m pornography". Porn Studies. Quyển 2 số 2–3. Taylor and Francis. tr. 192–207. doi:10.1080/23268743.2015.1052937.{{Chú thích tạp chí}}:  Quản lý CS1: postscript (liên kết)
- Ryberg, Ingrid (tháng 7 năm 2015). "Carnal fantasizing: embodied spectatorship of queer, feminist and lesbian pornography". Porn Studies. Quyển 2 số 2–3. Taylor and Francis. tr. 161–173. doi:10.1080/23268743.2015.1059012.{{Chú thích tạp chí}}:  Quản lý CS1: postscript (liên kết)
- Slade, Joseph W. (2001). Pornography and sexual representation: a reference guide. Westport, Connecticut: Greenwood Press. ISBN 9780313315213.
- Stevenson, Jack (Fall 1997). "From the bedroom to the bijou: a secret history of American gay sex cinema". Film Quarterly. Quyển 51 số 1. University of California Press. tr. 24–31. doi:10.2307/1213528. JSTOR 1213528.{{Chú thích tạp chí}}:  Quản lý CS1: postscript (liên kết)
- Thomas, Joe A. (2000). "Gay male video pornography: past, present, and future". Trong Weitzer, Ronald (biên tập). Sex for sale: prostitution, pornography, and the sex industry. New York: Routledge. tr. 49–66. ISBN 9780415922951.{{Chú thích sách}}:  Quản lý CS1: postscript (liên kết)
- Waugh, Thomas; Walker, Willie (2004). Lust unearthed: vintage gay graphics from the DuBek collection. Vancouver, British Columbia, Canada: Arsenal Pulp Press. ISBN 9781551521657.
- Waugh, Thomas (1996). Hard to imagine: gay male eroticism in photography and film from their beginnings to Stonewall. New York: Columbia University Press. ISBN 9780231099981.
- Williams, Linda (2004). Porn studies. Durham, North Carolina: Duke University Press. ISBN 9780822333128.

### Tiểu sử
- Edmonson, Roger (2000). Clone: The Life and Legacy of Al Parker, Gay Superstar. Alyson Books. ISBN 1-55583-529-5.
- Edmonson, Roger; Jerry Douglas (1998). Boy in the Sand: Casey Donovan, All-American Sex Star. Alyson Books. ISBN 1-55583-457-4.
- Isherwood, Charles (1996). Wonder Bread & Ecstasy: The Life and Death of Joey Stefano. Alyson Books. ISBN 1-55583-383-7.
- Larue, Chi Chi; John Erich (1997). Making It Big: Sex Stars, Porn Films and Me. Alyson Publications. ISBN 1-55583-392-6.